# Ruslan Ponomarëv
Ruslan Olegovič Ponomarёv (in russo Руслан Олегович Пономарёв?; in ucraino Руслан Олегович Пономарьов?, Ruslan Olehovyč Ponomar'ov; Horlivka, 11 ottobre 1983) è uno scacchista ucraino di etnia russa. È noto come Ruslan Ponomariov in occidente, Campione del mondo dal 2002 al 2004.
Ha ottenuto il titolo di Grande maestro nel 1998 all'età di 14 anni, il più giovane di allora ad aver raggiunto tale titolo.
Nel 2002, battendo per 4,5-2,5 il connazionale Vasyl' Ivančuk, si è laureato campione del mondo FIDE a soli 18 anni, diventando così il più giovane della storia degli scacchi a raggiungere questo traguardo.
Oltre al record del più giovane campione del mondo ha detenuto anche il record del più giovane giocatore a sconfiggere un campione del mondo in carica in partita di torneo. Nel settembre del 2000, all'età di 16 anni e 11 mesi, ha vinto una partita contro il campione del mondo FIDE Aleksandr Chalifman nel 16º Campionato europeo per club di Neum, in Bosnia ed Erzegovina.
Nell'aprile del 2002 raggiunse la posizione numero 6 al mondo e primo tra i giocatori ucraini, con un punteggio di 2743 punti. Nella lista FIDE di luglio 2011 ha un raggiunto il suo massimo punteggio Elo pari a 2764, al 10º posto nel mondo e al 2º posto tra i giocatori ucraini, dopo Ivančuk. 

## Principali risultati

### 1997
- A Erevan vince il campionato del mondo di scacchi under-18.

### 1998
- A Ėlista vince la Medaglia d'argento come seconda riserva e la Medaglia di bronzo di squadra con l'Ucraina alle Olimpiadi scacchistiche.

### 2000
- A Istanbul vince la Medaglia d'oro come seconda scacchiera e la Medaglia di bronzo di squadra con l'Ucraina alle Olimpiadi scacchistiche.

### 2002
- A gennaio vince il campionato del mondo di scacchi FIDE 2002, battendo per 4,5-2,5 il connazionale Vasyl' Ivančuk.

### 2006
- A novembre vince la prima edizione del Mikhail Tal Memorial assieme a Péter Lékó e Lewon Aronyan, ove tutti concludono il torneo con 5,5 p.[3]

### 2009
- A dicembre è arrivato alla finale della Coppa del Mondo di scacchi 2009, precedendo 126 Grandi maestri, ma è stato battuto, negli spareggi lampo, da Boris Gelfand.

### 2010
- A luglio vince il Torneo di scacchi di Dortmund.
- A ottobre a Chanty-Mansijsk vince la Medaglia d'oro di squadra con l'Ucraina alle Olimpiadi scacchistiche.

### 2011
- A giugno vince il Campionato ucraino di scacchi con 8,5 punti su 11.

### 2012
- A Istanbul vince la Medaglia di bronzo di squadra con l'Ucraina alle Olimpiadi scacchistiche.

### 2024
- In maggio vince il Capablanca Memorial con 6,5 punti su 10[4] e il torneo di Salamanca con cadenza rapid, con 5,5 punti su 7[5].